# Camargue (race bovine)
Pour les articles homonymes, voir Camargue (homonymie).
 (avril 2022).
Si vous disposez d'ouvrages ou d'articles de référence ou si vous connaissez des sites web de qualité traitant du thème abordé ici, merci de compléter l'article en donnant les références utiles à sa vérifiabilité et en les liant à la section « Notes et références ».
La race bovine de Camargue, plus connue sous le nom de taureau camargue ou encore raço di biòu, est une race bovine française.

## Histoire
Cette race existe depuis fort longtemps dans la région de la Camargue : elle est mentionnée par des écrits qui datent de l'époque gallo-romaine. Elle a été utilisée lors des croisements pour la reconstitution du pseudo aurochs. Elle est élevée en mode semi-sauvage, sans introduction de sang exogène. On peut donc penser qu'elle est restée telle qu'elle était il y a deux mille ans.
Certains l'apparentent aux bovins qui peuplent l'Asie et l'Europe Méridionale, et pensent qu'il est la dernière ramification de la race asiatique Bos taurus asiaticus. D'autres prétendent que le biòu (qui signifie bœuf en provençal, caractérisant le taureau castré utilisé en course camarguaise) est un aurochs ayant vécu au Quaternaire, principalement en Afrique, mais aussi en Espagne et probablement en France, sous le nom de Bos primigenius mauritanicus. La première évocation semble prédominer. On évoque aussi une race bovine chassée près de Solutré. La Bresse formait autrefois un marécage semblable à la Camargue actuelle. La vache aurait descendu le Rhône, suivant le retrait de la mer.
La race bovine "camargue" est devenue "raço di biòu" à la création de l'AOP "taureau de Camargue".
L'effectif en 2004 était de 2 000 vaches et 100 taureaux en monte naturelle.
En 2015, l'effectif total sur l'ensemble de la zone Camargue est de 10 000 à 12 000 bovins répartis dans une centaine de manades (élevages).

## Morphologie
Il porte une robe noire luisante et des cornes en forme de lyre, ou gobelet très relevée. Les muqueuses sont sombres. 
 Cet animal est imposant mais relativement léger, 1,40 m en moyenne pour les mâles et 1,20 m pour les femelles, pour 250 à 400 kg, d'où son aptitude à la course.

## Aptitudes

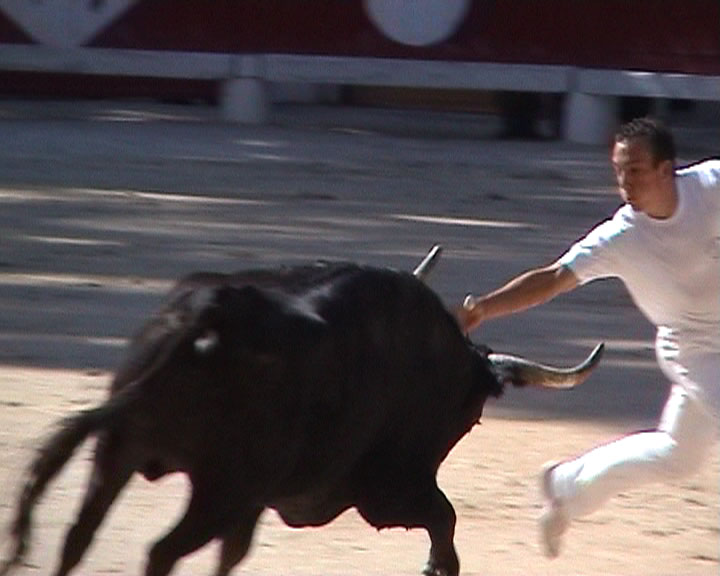
Taureau camargue avec un raseteur lors d'une course camarguaise.

C'est la seule race européenne, avec le taureau espagnol, à être encore considérée comme sauvage. Il existe une filière AOP Taureau de Camargue. Cette viande est issue de la races Biòu et Brave, élevées en semi-liberté dans le territoire de la Camargue. La viande est rouge sombre et maigre.
De par son élevage en semi-liberté, puis son côté sauvage, instinctif et imprévisible, le taureau de Camargue se place parmi les animaux dangereux (voir potentiellement mortel) pour l’homme. Dans les manades, le taureau de Camargue ne peut être approché à pied, mais obligatoirement à cheval[réf. nécessaire].

## Élevage

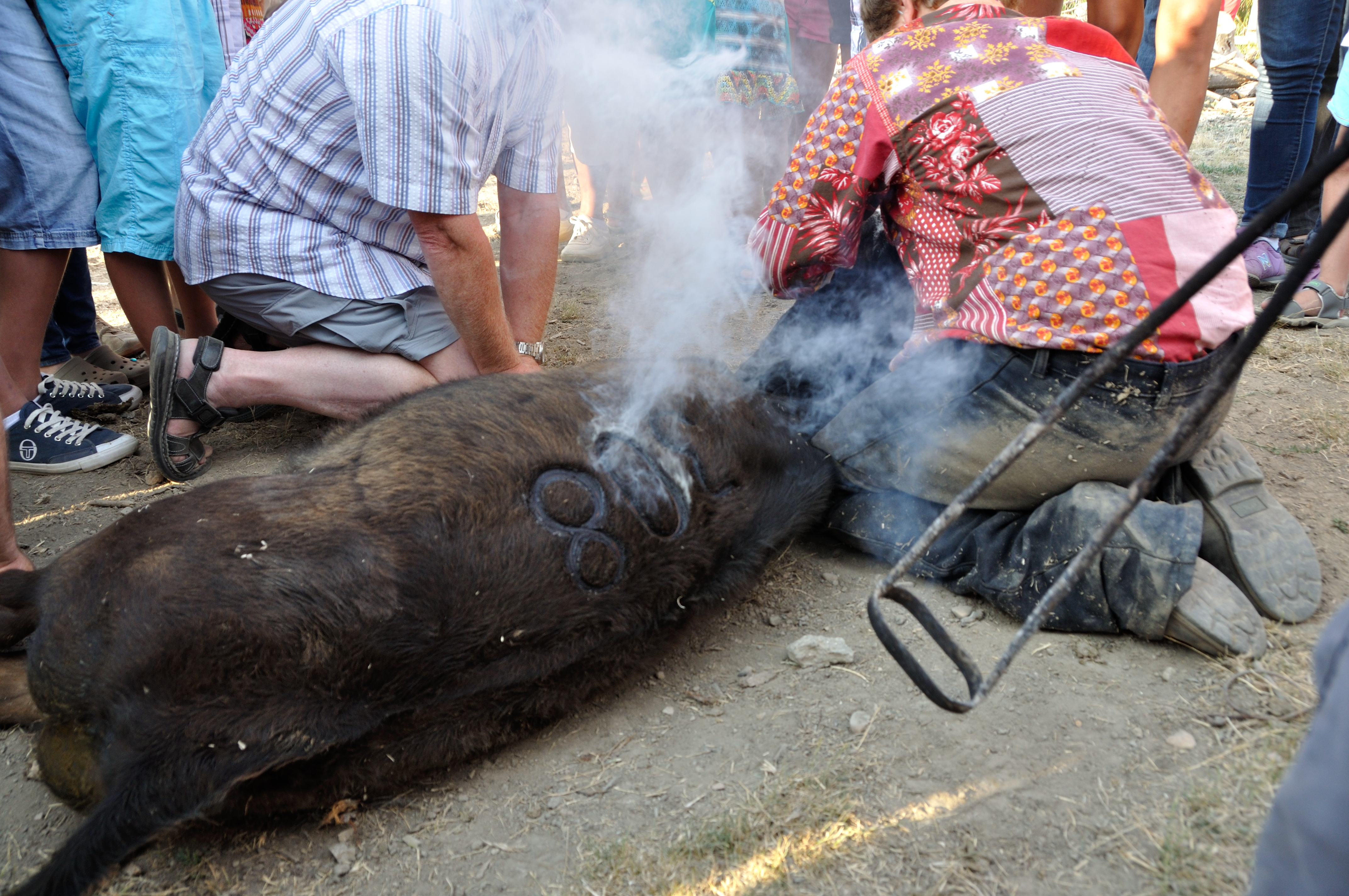
Marquage au fer (ferrade) d'un jeune taureau camargue.

Il est intimement lié à la bouvine du Languedoc et de la Provence avec des courses camarguaises dans des arènes où l'animal n'est pas mis à mort, mais seulement poursuivi par des raseteurs professionnels qui attrapent des cocardes fixées entre les cornes. L'animal, qui porte alors le nom de cocardier, est un taureau castré à l'âge d'un an, d'où son nom de « biòu ». Les élevages sont appelés manades. C'est un élevage extensif en zone marécageuse de la Camargue. Le troupeau est rassemblé par des manadiers et gardians à cheval : beaucoup d'endroits sont inaccessibles en voiture. En dehors du marquage au fer des veaux et du regroupement du troupeau pour la vente de bêtes, le seul contact avec l'homme se résume à la surveillance sanitaire et éventuellement à un complément alimentaire en cas de besoin. La mère vêle seule en pleine nature et élève son veau quasiment sans intervention humaine. C'est la seule race européenne capable de vivre sur les pâturages d'eau saumâtre.